# Elliott Reid
Elliott Reid, pseudonimo di Edgeworth Blair Reid (New York, 16 gennaio 1920 – Studio City, 21 giugno 2013), è stato un attore e sceneggiatore statunitense.

## Biografia
Talvolta accreditato come Ted Reid, è stato attivo per oltre mezzo secolo sulle scene, fino a metà degli anni novanta, come attore teatrale, cinematografico e televisivo.

## Filmografia parziale

### Cinema
- La storia del dottor Wassell (The Story of Dr. Wassell), regia di Cecil B. DeMille (1944)
- Doppia vita (A Double Life), regia di George Cukor (1947)
- Sierra, regia di Alfred E. Green (1950)
- Il lago in pericolo (The Whip Hand), regia di William Cameron Menzies (1951)
- Hanno ucciso Vicki (Vicki), regia di Harry Horner (1953)
- Gli uomini preferiscono le bionde (Gentlemen Prefer Blondes), regia di Howard Hawks (1953)
- Il mondo è delle donne (Woman's World), regia di Jean Negulesco (1954)
- ...e l'uomo creò Satana (Inherit the Wind), regia di Stanley Kramer (1960)
- Un professore fra le nuvole (The Absent-Minded Professor), regia di Robert Stevenson (1961)
- Professore a tuttogas (Son of Flubber), regia di Robert Stevenson (1963)
- Quel certo non so che (The Thrill of It All), regia di Norman Jewison (1963)
- Letti separati (The Wheeler Dealers), regia di Arthur Hiller (1963)
- Fammi posto tesoro (Move Over, Darling), regia di Michael Gordon (1963)
- Le 5 mogli dello scapolo (Who's Been Sleeping in My Bed?), regia di Daniel Mann (1963)
- I ragazzi di Camp Siddons (Follow Me, Boys!), regia di Norman Tokar (1966)
- Il fantasma del pirata Barbanera (Blackbeard's Ghost), regia di Robert Stevenson (1968)
- Some Kind of a Nut, regia di Garson Kanin (1969)
- Il paradiso può attendere (Heaven Can Wait), regia di Warren Beatty e Buck Henry (1978)
- Einstein Junior (Young Einstein), regia di Yahoo Serious (1988)

### Televisione
- Climax! – serie TV, episodio 1x27 (1955)
- Alfred Hitchcock presenta (Alfred Hitchcock Presents) – serie TV, 2 episodi (1955-1958)
- Goodyear Theatre – serie TV, episodio 2x15 (1959)
- Surfside 6 – serie TV, episodio 2x09 (1961)
- La parola alla difesa (The Defenders) – serie TV, 1 episodio (1964)
- Selvaggio west (The Wild Wild West) – serie TV, episodio 1x28 (1966)
- Miss Winslow e figlio (Miss Winslow and Son) – serie TV, 6 episodi (1979)
- La signora in giallo (Murder, She Wrote) – serie TV, episodio 4x15 (1988)
- Seinfeld – serie TV, episodio 3x21 (1992)

## Doppiatori italiani
- Gianfranco Bellini in La storia del dottor Wassell, Sierra
- Gualtiero De Angelis in Hanno ucciso Vicki, Quel certo non so che
- Sergio Tedesco in ...e l'uomo creò Satana, I ragazzi di Camp Siddons
- Pino Locchi in Un professore fra le nuvole, Professore a tuttogas
- Emilio Cigoli in Gli uomini preferiscono le bionde
- Manlio Busoni in Il mondo è delle donne
- Ferruccio Amendola in Letti separati
- Bruno Persa in Fammi posto tesoro
- Oreste Lionello in Il fantasma del pirata Barbanera
- Gino Pagnani in La signora in giallo